# Møl
Møl er forskellige insekter, der tilhører sommerfuglene (Lepidoptera). Møl er ikke en taksonomisk gruppe, men flere familier af natsommerfugle (natsværmere) kaldes møl.

## Familier af møl
- Urmøl (Micropterigidae)
- Ur-Minérmøl (Eriocraniidae)
- Dværgmøl (Nepticulidae)
- Spindemøl (Yponomeutidae)
- Sækmøl (Coleophoridae)
- Mangefligede fjermøl (Alucitidae)
- Fjermøl (Pterophoridae)
- Halvmøl (Pyraloidea)
- Egentlige møl (Tineidae)
  - Kornmøl (Nemapogon granella)
  - Tapetmøl (Trichophaga tapetzella)
  - Klædemøl (Tineola bisselliella)
  - Pelsmøl (Tinea pellionella)
  - Bananmøl (Opogona sacchari)

### Møl i andre familier
- Langhornet møl (Nemophora degeerella)
- Ribsbredvingemøl (Lampronia capitella)
- Hindbærmøl (Lampronia corticella)
- Bøgebredvingemøl (Incurvaria koerneriella)
- Egeminérmøl (Tischeria ekebladella)
- Syrenmøl (Gracillaria syringella)
- Æblebladkantmøl (Callisto denticulella)
- Æblerynkeminérmøl (Phyllonorycter blancardella)
- Platanmøl (Phyllonorycter platani)
- Poppelminérmøl (Phyllocnistis unipunctella)
- Stængelmøl (Ochsenheimeria taurella)
- Kålmøl (Plutella xylostella)
- Natviolmøl (Plutella porrectella)
- Porremøl (Acrolepiopsis assectella)
- Guldregnmøl (Leucoptera laburnella)
- Gyvelgrenmøl (Leucoptera spartifoliella)
- Cirkelminérmøl (Leucoptera malifoliella)
- Clerks minérmøl (Lyonetia clerkella)
- Pastinakmøl (Depressaria pastinacella)
- Gulerodsmøl (Depressaria depressana)
- Æblemarvmøl (Blastodacna atra)
- Klistermøl (Endrosis sarcitrella)
- Frømøl (Hofmannophila pseudospretella)
- Fyrreskudmøl (Exoteleia dodecella)
- Ferskenmøl (Anarsia lineatella)
- Gyvelpalpemøl (Anarsia spartiella)
- Enebærmøl (Dichomeris marginella)
- Fransk kornmøl (Sitotroga cerealella)